# Procapra gutturosa
Procapra gutturosa (ґоа) — вид ссавців підродини Антилопові (Antilopinae).

## Опис
Цей вид трохи більший, і кремезніший, ніж інші види роду. P. gutturosa досягає ваги 25 до 45 кг, має висоту в холці 54-84 см, голова й тіло довжиною 108-160 см, хвіст довжиною 5-12 см. Роги (тільки в самців) трохи менше 20 см. У літній час хутро світло-коричневе з рожевим тонами, стаючи довшим і блідішим у зимовий період. Є біла пляма у формі серця на крупі, поділену по середині лінією більш темного кольору.

## Спосіб життя
У зимовий час вони в основному денні, але в літній час, вони є активними незабаром після сходу сонця і до заходу сонця. Вони, як правило, багато подорожують і міграції відбувається навесні і восени, але відстань і напрям змінюються в залежності від погоди і наявності продовольства. Групи зазвичай складається з 20-30 осіб у літній період, і 100 в зимовий період. Тим не менш, стада до 5000 особин не є незвичайними. Шлюбний сезон пізньої осені або взимку. Період вагітності триває близько п'яти-шести місяців. Пологи відбувається в червні і липні, коли групи десятків самиць відділяються окремо, щоб народити, й приєднатись до стада пізніше. Як правило, народжується одне дитинча, а іноді й двійня. Вони важать близько 3 кг і можуть йти в ногу з матір'ю за кілька днів. Вони зможуть паруватися через 17 - 18 місяців.

## Їжа
Раціон складається головним чином з трав і доповнюється іншими степовими рослинами.

## Поширення
Країни проживання: Китай, Монголія, Росія. Мешкає в посушливих степах і рівнинах.